# Syros
Syros eller Siros (grekiska Σύρος, äldre form Syra) är en grekisk ö i Egeiska havet, som tillhör ögruppen Kykladerna. Ön har en yta av 84 km² och når en höjd av 442 m ö.h. Den har 20 791 invånare.
Geologiskt består Syros av hornblände och andra skiffrar, samt kalksten som på flera håll innehåller järnmalm. Den bergiga ön var förr skogbevuxen och bördig, men saknar nu helt skog.
Nedanför den på en höjd belägna gamla staden Ano Syros ligger öns huvudort, den viktiga hamnen Ermoupoli. Ermoupoli var fram till 1870 Greklands viktigaste hamnstad, och är än i dag Kykladernas mest trafikerade hamn. Den är administrativt centrum för regionen Sydegeiska öarna och var fram till 2011 även huvudort för den tidigare prefekturen Kykladerna.
Under första världskriget lät den provisoriska grekiska regeringen i Saloniki den 17 december 1916 besätta Syros.